# 1986-1987シーズンのNBA
1986-1987シーズンのNBAは、NBAの41回目のシーズンである。

## 悲喜こもごものドラフト
ドラフトではブラッド・ドアティがクリーブランド・キャバリアーズから全体1位指名を受けている。
この年のドラフト候補生達は薬物問題でリーグを悩ませた。特にボストン・セルティックスから全体2位指名を受けたレン・バイアスは、指名を受けた二日後に薬物濫用が原因で死亡してしまった。さらに3位指名のクリス・ウォッシュバーン、6位指名のウィリアム・ベッドフォード、7位指名のロイ・タープリーらはいずれも薬物問題で、そのキャリアに大きな傷を負っている。一方彼らが薬物問題に足を取られたことで、スターへの扉は下位指名者に対して開かれた。マーク・プライス、デニス・ロッドマン、ケビン・ダックワース、ジェフ・ホーナセック、ドラゼン・ペトロビッチら後にオールスター出場、あるいは殿堂入りする選手は、ドーアティーを除いては皆2巡目以降の指名だった。
他には、チャック・パーソン、ロン・ハーパー、ジョニー・ドーキンス、ジョン・サリー、ジョン・ウィリアムズ、ウォルター・ベリー、デル・カリー、ハロルド・プレッシー、スコット・スカイルズ、アルヴィーダス・サボニス(1984年に続き二度目)、グレッグ・ドリーリング、ジョニー・ニューマン、ネイト・マクミラン、デビッド・ウィンゲイトなどが指名を受けている。
この年に指名を受けた選手の中で、後にヘッドコーチとなった選手にネイト・マクミラン、スコット・スカイルズが居る。また前季のドラフトに続き、この年もアメリカ国外から優秀なバスケットボール選手2人がNBA入りしたが、しかし彼らのキャリアは様々な困難に突き当たった。3巡目60位指名を受けたクロアチア出身のドラゼン・ペトロビッチは優秀なシューターとしてニュージャージー・ネッツなどで活躍したが、1993年に交通事故に遭い急逝。僅か4年のNBAキャリアに幕を閉じた。ソ連出身のアルヴィーダス・サボニスは1巡目24位指名を受けたが、冷戦下にあった当時、サボニスは渡米を許されなかった。その後サボニスはソウル五輪にソ連代表として出場し、決勝でアメリカ代表に歴史的な敗北を味わわせている。サボニスがようやくNBA入りを果たしたのが、選手としてのピークが過ぎた1995年だった。
オールスターにはB・ドアティ、M・プライス、D・ロッドマン、K・ダックワース、J・ホーナセックの5人が選出されている。

## シーズン

### オールスター
- 開催日：2月8日
- 開催地：シアトル
- オールスターゲーム ウエスト 154－149 イースト
- MVP：トム・チェンバーズ （シアトル・スーパーソニックス）
- スラムダンクコンテスト優勝：マイケル・ジョーダン （シカゴ・ブルズ）
- スリーポイント・シュートアウト：ラリー・バード （ボストン・セルティックス）

### イースタン・カンファレンス
| Team                     | W  | L  | PCT. | GB |
| ------------------------ | -- | -- | ---- | -- |
| ボストン・セルティックス | 59 | 23 | .720 | -  |
| フィラデルフィア・76ers  | 45 | 37 | .549 | 14 |
| ワシントン・ブレッツ     | 42 | 40 | .512 | 17 |
| ニュージャージー・ネッツ | 24 | 58 | .293 | 35 |
| ニューヨーク・ニックス   | 24 | 58 | .293 | 35 |

| Team                           | W  | L  | PCT. | GB |
| ------------------------------ | -- | -- | ---- | -- |
| アトランタ・ホークス           | 57 | 25 | .695 | -  |
| デトロイト・ピストンズ         | 52 | 30 | .634 | 5  |
| ミルウォーキー・バックス       | 50 | 32 | .610 | 7  |
| インディアナ・ペイサーズ       | 41 | 41 | .500 | 16 |
| シカゴ・ブルズ                 | 40 | 42 | .488 | 17 |
| クリーブランド・キャバリアーズ | 31 | 51 | .378 | 26 |

### ウエスタン・カンファレンス
| Team                     | W  | L  | PCT. | GB |
| ------------------------ | -- | -- | ---- | -- |
| ダラス・マーベリックス   | 55 | 27 | .671 | -  |
| ユタ・ジャズ             | 44 | 38 | .537 | 11 |
| ヒューストン・ロケッツ   | 42 | 40 | .512 | 13 |
| デンバー・ナゲッツ       | 37 | 45 | .451 | 18 |
| サクラメント・キングス   | 29 | 53 | .354 | 26 |
| サンアントニオ・スパーズ | 28 | 54 | .341 | 27 |

| Team                               | W  | L  | PCT. | GB |
| ---------------------------------- | -- | -- | ---- | -- |
| ロサンゼルス・レイカーズ           | 65 | 17 | .793 | -  |
| ポートランド・トレイルブレイザーズ | 49 | 33 | .598 | 16 |
| ゴールデンステート・ウォリアーズ   | 42 | 40 | .512 | 23 |
| シアトル・スーパーソニックス       | 39 | 43 | .476 | 26 |
| フェニックス・サンズ               | 36 | 46 | .439 | 29 |
| ロサンゼルス・クリッパーズ         | 12 | 70 | .146 | 53 |

### スタッツリーダー
| 部門       | 選手                     | チーム                             | AVG  |
| ---------- | ------------------------ | ---------------------------------- | ---- |
| 得点       | マイケル・ジョーダン     | シカゴ・ブルズ                     | 37.1 |
| リバウンド | チャールズ・バークレー   | フィラデルフィア・76ers            | 14.6 |
| アシスト   | マジック・ジョンソン     | ロサンゼルス・レイカーズ           | 12.2 |
| スティール | アルヴィン・ロバートソン | サンアントニオ・スパーズ           | 3.2  |
| ブロック   | マーク・イートン         | ユタ・ジャズ                       | 4.1  |
| FG%        | ケビン・マクヘイル       | ボストン・セルティックス           | 60.4 |
| FT%        | ラリー・バード           | ボストン・セルティックス           | 91.0 |
| 3FG%       | キキ・ヴァンダウェイ     | ポートランド・トレイルブレイザーズ | 48.1 |

### 各賞
- 最優秀選手: マジック・ジョンソン, ロサンゼルス・レイカーズ
- ルーキー・オブ・ザ・イヤー：チャック・パーソン, インディアナ・ペイサーズ
- 最優秀守備選手賞: マイケル・クーパー, ロサンゼルス・レイカーズ
- シックスマン賞: リッキー・ピアース, ミルウォーキー・バックス
- MIP: デイル・エリス, シアトル・スーパーソニックス
- 最優秀コーチ賞: マイク・シュラー, ポートランド・トレイルブレイザーズ
- All-NBA First Team:
  - F - ラリー・バード, ボストン・セルティックス
  - F - ケビン・マクヘイル, ボストン・セルティックス
  - C - アキーム・オラジュワン, ヒューストン・ロケッツ
  - G - マイケル・ジョーダン, シカゴ・ブルズ
  - G - マジック・ジョンソン, ロサンゼルス・レイカーズ
- All-NBA Second Team:
  - F - チャールズ・バークレー, フィラデルフィア・76ers
  - F - ドミニク・ウィルキンス, アトランタ・ホークス
  - C - モーゼス・マローン, ワシントン・ブレッツ
  - G - アイザイア・トーマス, デトロイト・ピストンズ
  - G - ラファイエット・リーバー, デンバー・ナゲッツ
- All-NBA Rookie Team:
  - ジョン・ウィリアムズ（英語版）, クリーブランド・キャバリアーズ
  - ロイ・タープリー, ダラス・マーベリックス
  - チャック・パーソン, インディアナ・ペイサーズ
  - ブラッド・ドアティ, クリーブランド・キャバリアーズ
  - ロン・ハーパー, ワシントン・ブレッツ
- NBA All-Defensive First Team:
  - ケビン・マクヘイル, ボストン・セルティックス
  - マイケル・クーパー, ロサンゼルス・レイカーズ
  - アキーム・オラジュワン, ヒューストン・ロケッツ
  - アルヴィン・ロバートソン, サンアントニオ・スパーズ
  - デニス・ジョンソン, ボストン・セルティックス
- NBA All-Defensive Second Team:
  - ポール・プリシー, ミルウォーキー・バックス
  - ロドニー・マクレイ, ヒューストン・ロケッツ
  - マーク・イートン, ユタ・ジャズ
  - モーリス・チークス, フィラデルフィア・76ers
  - デレック・ハーパー, ダラス・マーベリックス

### Golden Era
1986-87シーズンはNBAの"Golden Era"（黄金時代）と呼ばれている。カリーム・アブドゥル＝ジャバーは老いてなお盛んであり、マジック・ジョンソン、ラリー・バードらは絶頂期、またマイケル・ジョーダン、アキーム・オラジュワンら将来のリーグを担う選手たちも、リーグのスーパースターとしての地位を固めつつあったシーズンだった。このシーズンでプレイした選手のうち、マジック・ジョンソン、カリーム・アブドゥル＝ジャバー、ジェームス・ウォージー、ラリー・バード、ケビン・マクヘイル、ロバート・パリッシュ、モーゼス・マローン、ジュリアス・アービング、アイザイア・トーマス、ドミニク・ウィルキンス、チャールズ・バークレー、アキーム・オラジュワン、クライド・ドレクスラー、カール・マローン、ジョン・ストックトン、アレックス・イングリッシュ、パトリック・ユーイング、エイドリアン・ダントリー、ジョー・デュマースは、将来殿堂入りを果たす、あるいは確実視されている。

### 東部戦線異常あり
1980年代以降のイースタン・カンファレンスはボストン・セルティックス、フィラデルフィア・76ers、ミルウォーキー・バックスによる三強時代となっていた。しかし新世代のチームがいよいよ彼らの間に割って入り、イースタンの上位に大きな変動が起きた。前季チャンピオンチームのセルティックスはビル・ウォルトンがシーズンの大半を欠場したもののこのシーズンも59勝23敗の好成績を維持したが、セルティックスとイースタンの覇を競い合った76ersとバックスが、世代交代の波に飲まれ始めたのである。
1983年の優勝チームである76ersはモーゼス・マローンがシーズン前にチームを離れ、ジュリアス・アービングはキャリア末期を迎えていた。チーム内ではチャールズ・バークレーが台頭を見せたが、チームの衰えを止めることは出来ず、このシーズンは11年ぶりに勝率6割を下回った。セントラル・デビジョンの覇者バックスはドン・ネルソン指揮の下7シーズン連続で地区優勝を飾ったが、このシーズンにはアトランタ・ホークスに首位の座を奪われ、デトロイト・ピストンズにも後れを取った。80年代前半はリーグでも屈指の強豪チームだったバックスも、結局プレーオフではセルティックスと76ersの壁を破れないまま、ついに衰退期を迎えてしまったのである。シーズン終了後にはドン・ネルソンがヘッドコーチを退き、以後数シーズンは中堅チームとして過ごすものの、カンファレンス決勝に進むことはできなかった。
ドミニク・ウィルキンス、ケビン・ウィリス、ドック・リバースらが主力を固めるアトランタ・ホークスは当時リーグ屈指のディフェンス力を誇り、このシーズンにはチーム史上最高勝率となる57勝を記録。6年ぶりに地区優勝も果たし、80年代後半から90年代前半のイーストを代表する強豪へと成長した。
デトロイト・ピストンズは前年にジョー・デュマースをドラフトで指名し、オフにはユタ・ジャズからエイドリアン・ダンドリーを獲得、ドラフトではデニス・ロッドマンを指名。アイザイア・トーマス、ビル・レインビア、ヴィニー・ジョンソンに彼らが加わり、後に"バッドボーイズ"としてリーグを震え上がらせる陣容がいよいよ完成した。このシーズンは13年ぶりに50勝以上を達成し、虎視眈々と王座を狙う存在となった。

### シーズン概要
- 前季ファイナルに進出したヒューストン・ロケッツは、ツインタワーの肩翼を担うラルフ・サンプソンがシーズンの半分を欠場し、51勝から42勝と勝率を落とした。そのロケッツに不覚を取ったロサンゼルス・レイカーズは65勝を記録し、セルティックスを抜いてリーグ勝率トップとなった。
- マーク・アグワイア、ローランド・ブラックマンの優秀なウィングコンビが率いるダラス・マーベリックスは、1983-84シーズンに初のプレーオフ進出を果たして以来成長が停滞していたが、ポイントガードのデレック・ハーパーが急成長を見せ、インサイドをサム・パーキンスとジェームズ・ドナルドソンが固める充実した陣容が揃い、55勝の好成績を記録してチーム史上初の地区優勝を果たした。
- 4シーズン連続で30勝以下と泥沼の低迷期が続くインディアナ・ペイサーズは、オフに獲得したジョン・ロングと新人チャック・パーソンの活躍で前季の26勝から41勝と躍進を遂げ、6シーズンぶりにプレーオフに復帰した。しかし翌シーズンからは再びプレーオフを逃すようになる。ペイサーズが上位争いに名乗りを上げるには、レジー・ミラーの登場を待たなければならない。
- 長い低迷期に入っていたゴールデンステート・ウォリアーズは10シーズンぶりにプレーオフに復帰。レッド・アワーバックの奇策によって1982年に全体1指名したジョー・バリー・キャロルはようやくオールスター選手に成長し、スリーピー・フロイドと共にチームを率いた。しかし翌シーズンにはキャロルがチームを離れてしまうため、キャロル中心の再建計画は半ばで頓挫してしまう。
- シアトル・スーパーソニックスは最後の優勝メンバーだったジャック・シクマがチームを去り、デール・エリス、トム・チェンバース、ゼイビア・マクダニエルのハイスコアトリオがチームの中心となり、このシーズンには2シーズンぶりにプレーオフに復帰した。大きな成果を残すことなく直に解散するこのトリオは、後のショーン・ケンプ、ゲイリー・ペイトン時代の過渡期に当たる。
- デンバー・ナゲッツはカルヴィン・ナットがシーズンをほぼ全休したため、前季より10勝分を落とす37勝45敗の成績だったが、プレーオフには辛うじて出場した。
- サンアントニオ・スパーズは28勝54敗と大きく負け越したが、1987年のNBAドラフトの全体1位指名権を獲得するという幸運を得た。一方12勝70敗とリーグ史上屈指の低勝率を記録したロサンゼルス・クリッパーズは、その後も補強もドラフト指名も上手くいかず、果てしない低迷期が今後も続いた。
- 前季プレーオフで63得点を記録し、ラリー・バードをして「あれはジョーダンの姿をした神だった」とまで言わしめたシカゴ・ブルズ所属のマイケル・ジョーダンは、オフにチームが再編され、まともに計算できるスコアラーがジョーダン一人となってしまったこともあり、このシーズンは点を取り捲った。9試合連続を含む40得点以上の試合が37回、50得点以上は8試合、60得点以上は2回記録し、シーズン通算得点はウィルト・チェンバレン以来の3000点越えとなる3041得点を記録。アベレージは37.1得点となり、ジョーダンは今後7年連続、計10回も獲得することになる得点王に、初めて輝いた。またディフェンス面でも活躍したジョーダンは、シーズン通算100ブロック200スティール以上を達成した初めての選手となった。さらにオールスターのスラムダンクコンテストではフリースローラインからジャンプする、レーンアップ・ダンクに成功するという鮮烈なパフォーマンスも披露している。ジョーダン個人は華々しいシーズンを送った一方でチームは勝てず、このシーズンも勝率5割には届かなかった。何時しかブルズは周囲から「ジョーダンとその他4人」と呼ばれるようになり、ジョーダンにも「自己中心的な選手」として批判が集まるようになった。

## プレーオフ・ファイナル
|  | ファースト ラウンド        | ファースト ラウンド | ファースト ラウンド |   |                      | カンファレンス セミファイナル | カンファレンス セミファイナル | カンファレンス セミファイナル |  |   | カンファレンス ファイナル | カンファレンス ファイナル | カンファレンス ファイナル |  |    | NBAファイナル | NBAファイナル | NBAファイナル |
|  |                            |                     |                     |   |                      |                               |                               |                               |  |   |                           |                           |                           |  |    |               |               |               |
|  | 1                          | レイカーズ          | 3                   |   |                      |                               |                               |                               |  |   |                           |                           |                           |  |    |               |               |               |
|  | 8                          | ナゲッツ            | 0                   |   |                      |                               |                               |                               |  |   |                           |                           |                           |  |    |               |               |               |
|  | 8                          | ナゲッツ            | 0                   |   | 1                    | レイカーズ                    | 4                             |                               |  |   |                           |                           |                           |  |    |               |               |               |
|  |                            |                     |                     |   | 1                    | レイカーズ                    | 4                             |                               |  |   |                           |                           |                           |  |    |               |               |               |
|  |                            | 5                   | ウォリアーズ        | 1 |                      |                               |                               |                               |  |   |                           |                           |                           |  |    |               |               |               |
|  | 4                          | 5                   | ウォリアーズ        | 1 | ジャズ               | 2                             |                               |                               |  |   |                           |                           |                           |  |    |               |               |               |
|  | 4                          |                     |                     |   | ジャズ               | 2                             |                               |                               |  |   |                           |                           |                           |  |    |               |               |               |
|  | 5                          | ウォリアーズ        | 3                   |   |                      |                               |                               |                               |  |   |                           |                           |                           |  |    |               |               |               |
|  | 5                          | ウォリアーズ        | 3                   |   |                      |                               |                               |                               |  | 1 | レイカーズ                | 4                         |                           |  |    |               |               |               |
|  | イースタン・カンファレンス |                     |                     |   |                      |                               |                               |                               |  | 1 | レイカーズ                | 4                         |                           |  |    |               |               |               |
|  |                            | 7                   | スーパーソニックス  | 0 |                      |                               |                               |                               |  |   |                           |                           |                           |  |    |               |               |               |
|  | 3                          | 7                   | スーパーソニックス  | 0 | トレイルブレイザーズ | 1                             |                               |                               |  |   |                           |                           |                           |  |    |               |               |               |
|  | 3                          |                     |                     |   | トレイルブレイザーズ | 1                             |                               |                               |  |   |                           |                           |                           |  |    |               |               |               |
|  | 6                          | ロケッツ            | 3                   |   |                      |                               |                               |                               |  |   |                           |                           |                           |  |    |               |               |               |
|  | 6                          | ロケッツ            | 3                   |   | 6                    | ロケッツ                      | 2                             |                               |  |   |                           |                           |                           |  |    |               |               |               |
|  |                            |                     |                     |   | 6                    | ロケッツ                      | 2                             |                               |  |   |                           |                           |                           |  |    |               |               |               |
|  |                            | 7                   | スーパーソニックス  | 4 |                      |                               |                               |                               |  |   |                           |                           |                           |  |    |               |               |               |
|  | 2                          | 7                   | スーパーソニックス  | 4 | マーベリックス       | 1                             |                               |                               |  |   |                           |                           |                           |  |    |               |               |               |
|  | 2                          |                     |                     |   | マーベリックス       | 1                             |                               |                               |  |   |                           |                           |                           |  |    |               |               |               |
|  | 7                          | スーパーソニックス  | 3                   |   |                      |                               |                               |                               |  |   |                           |                           |                           |  |    |               |               |               |
|  | 7                          | スーパーソニックス  | 3                   |   |                      |                               |                               |                               |  |   |                           |                           |                           |  | W1 | レイカーズ    | 4             |               |
|  |                            |                     |                     |   |                      |                               |                               |                               |  |   |                           |                           |                           |  | W1 | レイカーズ    | 4             |               |
|  |                            | E1                  | セルティックス      | 2 |                      |                               |                               |                               |  |   |                           |                           |                           |  |    |               |               |               |
|  | 1                          | E1                  | セルティックス      | 2 | セルティックス       | 3                             |                               |                               |  |   |                           |                           |                           |  |    |               |               |               |
|  | 1                          |                     |                     |   | セルティックス       | 3                             |                               |                               |  |   |                           |                           |                           |  |    |               |               |               |
|  | 8                          | ブルズ              | 0                   |   |                      |                               |                               |                               |  |   |                           |                           |                           |  |    |               |               |               |
|  | 8                          | ブルズ              | 0                   |   | 1                    | セルティックス                | 4                             |                               |  |   |                           |                           |                           |  |    |               |               |               |
|  |                            |                     |                     |   | 1                    | セルティックス                | 4                             |                               |  |   |                           |                           |                           |  |    |               |               |               |
|  |                            | 4                   | バックス            | 3 |                      |                               |                               |                               |  |   |                           |                           |                           |  |    |               |               |               |
|  | 4                          | 4                   | バックス            | 3 | バックス             | 3                             |                               |                               |  |   |                           |                           |                           |  |    |               |               |               |
|  | 4                          |                     |                     |   | バックス             | 3                             |                               |                               |  |   |                           |                           |                           |  |    |               |               |               |
|  | 5                          | 76ers               | 2                   |   |                      |                               |                               |                               |  |   |                           |                           |                           |  |    |               |               |               |
|  | 5                          | 76ers               | 2                   |   |                      |                               |                               |                               |  | 1 | セルティックス            | 4                         |                           |  |    |               |               |               |
|  | ウェスタン・カンファレンス |                     |                     |   |                      |                               |                               |                               |  | 1 | セルティックス            | 4                         |                           |  |    |               |               |               |
|  |                            | 3                   | ピストンズ          | 3 |                      |                               |                               |                               |  |   |                           |                           |                           |  |    |               |               |               |
|  | 3                          | 3                   | ピストンズ          | 3 | ピストンズ           | 3                             |                               |                               |  |   |                           |                           |                           |  |    |               |               |               |
|  | 3                          |                     |                     |   | ピストンズ           | 3                             |                               |                               |  |   |                           |                           |                           |  |    |               |               |               |
|  | 6                          | ブレッツ            | 0                   |   |                      |                               |                               |                               |  |   |                           |                           |                           |  |    |               |               |               |
|  | 6                          | ブレッツ            | 0                   |   | 3                    | ピストンズ                    | 4                             |                               |  |   |                           |                           |                           |  |    |               |               |               |
|  |                            |                     |                     |   | 3                    | ピストンズ                    | 4                             |                               |  |   |                           |                           |                           |  |    |               |               |               |
|  |                            | 2                   | ホークス            | 1 |                      |                               |                               |                               |  |   |                           |                           |                           |  |    |               |               |               |
|  | 2                          | 2                   | ホークス            | 1 | ホークス             | 3                             |                               |                               |  |   |                           |                           |                           |  |    |               |               |               |
|  | 2                          |                     |                     |   | ホークス             | 3                             |                               |                               |  |   |                           |                           |                           |  |    |               |               |               |
|  | 7                          | ペイサーズ          | 1                   |   |                      |                               |                               |                               |  |   |                           |                           |                           |  |    |               |               |               |

- 1回戦でダラス・マーベリックスを破ったシアトル・スーパーソニックスは、プレーオフ出場枠が12チームから16チームに増加した1983-84シーズン以来、第7シードが第2シードを破った初めてのチームとなった。

### ベビーフック
マジック・ジョンソンとラリー・バードが衝撃のNBAデビューを果たして早8年目を迎えたこの年。リーグに新たな風が広がる中、ファイナルではロサンゼルス・レイカーズとボストン・セルティックスの、80年代最後の対決が行われた。
NBA史上屈指の名チームとされる両チームも、高齢化の波には逆らえなかった。レイカーズはカリーム・アブドゥル＝ジャバーはまもなく40歳を迎えようとしており、パット・ライリーHCはチーム内の比重を変える必要に迫られていた。そのライリーからあらゆる点でチームの中心になることを求められたマジックは、ヘッドコーチの期待に見事に応え、キャリアハイとなる23.9得点を記録し、4度目のアシスト王にも輝いた。またジャバーから手ほどきを受け、新たな武器となるフックシュートも身に着けている。若手のバイロン・スコット、A.C.グリーンはチームに欠かせない存在となり、ベテランのマイケル・クーパーは未だリーグ屈指の好ディフェンダーだった。またシーズン中に獲得したベテランセンターのマイカル・トンプソンは、セルティックスに比べやや貧弱だったインサイド陣の補強に大きく貢献した。レイカーズは高齢化という問題をベテランと若手をバランスよく配置することで見事に克服し、80年代に入って最高勝率となる65勝を記録。リーグ全体でもセルティックスを抑えて1位となった。
一方セルティックスは高齢化という綻びが少しずつチームを蝕み始めていた。先発5人の平均年齢はレイカーズよりも2歳以上高く、さらにビル・ウォルトンは交通事故に遭って72試合を欠場、スコット・ウェドマンは踵の故障でシーズンをほぼ全休するなど、ベテラン選手が次々と離脱する不幸がセルティックスを襲った。極めつけはドラフトで全体2位指名したレン・バイアスの急逝であった。急激にベンチの層が薄くなったセルティックスは先発5人でシーズンを戦い抜かなければならず、バード、ロバート・パリッシュ、ケビン・マクヘイル、デニス・ジョンソン、ダニー・エインジの全員が平均35分以上（30歳を迎えたバードは40.6分）の出場を強いられた。リーグ屈指の先発陣を誇るセルティックスは59勝を記録し、カンファレンストップの成績を収めるも、プレーオフに入る頃には皆疲弊し切っていた。バード、パリッシュ、エインジは故障を抱えるようになり、マクヘイルはシーズン後半に舟状骨の骨折と靭帯を傷つける怪我を負うも、なおもコートに立ち続けた。
レイカーズはプレーオフを11勝1敗と圧倒的な強さで勝ち上がった。一方疲労困憊のセルティックスは2年連続で同じ組み合わせとなったシカゴ・ブルズを全勝で降すも、続くミルウォーキー・バックス戦では第7戦にまで持ち込まれる辛勝となった。さらにカンファレンス決勝でも新興チームのデトロイト・ピストンズに苦戦し、2勝2敗のタイで迎えた第5戦では、試合終盤の残り5秒で106-107の1点ビハインド、おまけにピストンズボールとセルティックスは窮地に立たされた。しかしアイザイア・トーマスのインバウンドパスにバードが値千金のスティールを決め、そのままデニス・ジョンソンにアシストを送り、逆転勝利を果たした。シリーズはまたもや第7戦までもつれた末にセルティックスが勝利したため、バードのスティール、そしてトーマスのパスミスはシリーズの行方を左右した重要なプレイとなった。セルティックスは4年連続でファイナルに勝ちあがり、2年ぶり、80年代に入って3度目、そして80年代最後のレイカーズ対セルティックスの対決が実現した。

#### 第1戦
このファイナルは80年代の直接対決では唯一レイカーズがホームコートアドバンテージを持ったシリーズとなった。多くの著名人が訪れたグレート・ウェスタン・フォーラムで始まった第1戦、疲労困憊のセルティックスにレイカーズの"ショータイム"オフェンスが襲い掛かった。レイカーズは前半だけで速攻による得点を35点も記録し、21点リードで前半を折り返した。その後もセルティックスは追いつくことができず、126-113でレイカーズが勝利した。マジック・ジョンソンは29得点8リバウンド13アシスト、ジェームス・ウォージーは33得点9リバウンドを記録した。

#### 第2戦
セルティックスのK.C.ジョーンズHCはマジックを止めることこそ勝利への道とし、ダニー・エインジにマジックの徹底マークを命じた。最初この指示は功を奏したかに見えたが、しかしマジックへの集中マークはマイケル・クーパーを自由にすることを意味していた。レイカーズが7点リードで第2Qに入ると、ここからクーパーを中心にレイカーズの猛攻が始まり、セルティックスが10得点をあげる間にレイカーズは20得点を記録。普段ディフェンスで活躍するクーパーは、この20得点全てにシュートないしアシストで絡む活躍を見せ、また放ったスリーポイントシュート7本のうち6本を決め、スリーポイントシュート成功数のプレーオフ新記録を作った。さらにマジックは第2Qだけで8アシストを決め、1クォーターにおけるアシストのファイナル記録を更新した。マジックは22得点20アシスト、カリーム・アブドゥル＝ジャバーは23得点を記録し、144-122でレイカーズがセルティックスを粉砕した。

#### 第3戦
ファイナル第3戦目を前にシリーズの流れは早くもレイカーズに傾いているかに見えたが、"魔物"が棲むと言われるボストン・ガーデンで、レイカーズはセルティックスから手痛いカウンターパンチを浴びる羽目となる。
マジックとジャバーに襲い掛かった魔物とは、グレッグ・カイトという聞き慣れない選手だった。レギュラーシーズンの平均出場が10分強の彼は、ロバート・パリッシュがファウルトラブルに陥った第1Q後半から試合に参加し、20分間プレイした。この間カイトは9つのリバウンドを奪い、さらにマジックのレイアップをブロック、ジャバーに対しても激しいディフェンスで応じ、見事に封じ込めて見せた。得点こそなかったがこの日はバードが30得点、デニス・ジョンソンが26得点を記録していたため、カイトはディフェンスだけでも十分にセルティックスに貢献した形となった。カイトが出場した時間帯の第2QにセルティックスはFG17/21の猛攻を加え、前半のうちに試合を決めてしまった。また第2戦でパリッシュの足の上に着地したことにより、痛めていた足首をさらに悪化させてしまったケビン・マクヘイルは、足を引き摺りながらもコートに立ち続け、21得点10リバウンドを記録し、さらにディフェンスではレイカーズのウォージーを13得点3リバウンドに抑えるなど、攻守両面で活躍。チーム全体が疲弊し切った状態の中で一致団結したセルティックスが109-103でレイカーズを降し、シリーズ初勝利をあげた。

#### 第4戦
第3戦を勝利した後、バードは「この試合はシリーズの中で最も重要な試合だった。もし負けていたら第4戦前に立ち直れなかったかもしれない。今後は楽になるだろう」と彼にしては珍しく楽観的なコメントを残した。
第4戦はバードの予測通りセルティックスペースで進み、前半を終わってセルティックスが16点のリードを奪っていた。しかし後半になるとレイカーズがじわじわと追い上げを見せ、第4Q残り1分30秒にはマイケル・クーパーのスリーポイントシュート、さらにはウォージーが1on1からマクヘイルとパリッシュのダブルチームを受けながらもジャンプショットを沈め、ついに103-102のその差1点にまで迫った。タイムアウト明け後のバードのシュートは外れ、レイカーズに逆転のチャンスが訪れた。ボールを運ぶマジックはクーパーにポストプレイの指示を出したが、これはフェイクでクーパーはすぐにジャバーのスクリーンに回り、フリーになったジャバーにマジックの絶妙なパスが通った。ジャバーの右手でバスケットに叩き込まれたアリウープダンクはついにレイカーズに逆転をもたらし、残り29秒の土壇場で104-103とレイカーズが1点のリードを奪った。しかしバードも黙ってはおらず、タイムアウト後のオフェンスでウォージーのディフェンスを振り切った上で見事にスリーポイントシュートを決め、残り12秒で106-104と再びリードを奪い返した。歓喜に沸く館内でレイカーズは伝家の宝刀、ジャバーのスカイフックで同点を狙った。ボールは無情にもリムに弾かれたが、マクヘイルのファウルがあり、ジャバーに2本のフリースローが与えられた。セルティックスファンの懸命な妨害の中でもジャバーは1本目のフリースローを沈め、点差の1点を着実に縮めた。次を決めれば同点に並ぶが、しかしジャバーは2投目をミス。弾かれたボールを巡ってマクヘイル、パリッシュ、そしてレイカーズのマイカル・トンプソンが争ったが、ボールは彼らの手の上を泳いだ上でラインを割った。ボールの行方一つで試合とシリーズの行方が変わる時間帯、マクヘイルはトンプソンのファウルがあったと必死でアピールしたが、審判の判断はセルティックスによるアウト・オブ・バウンズだった。ウォージーからのインバウンドパスを受け取ったのはマジック。スリーポイントラインでマクヘイルと対峙したマジックは、トップに向かってドライブを開始。マジックの前に立ちはだかったのは"史上最高のフロントライン"とまで呼ばれたマクヘイルとパリッシュ、そしてバード。彼らに囲まれる直前に床から飛び上がったマジックは、パリッシュとマクヘイルの腕を掻い潜ってシュートを放った。それはジャバーから教えを受けた彼の新しい武器であるフックシュートだった。マジックの手から離れたボールは綺麗な弧を描いてボールに吸い込まれ、107-105とレイカーズが逆転。再度の逆転を狙ったバードのスリーポイントシュートは外れ、レイカーズが劇的な逆転勝利を果たした。
試合後、記者のインタビューを受けるバードは「スカイフックで負けることはあっても、マジックのフックシュートで負けるとは思っても見なかった」とコメントしている。一方のマジックは勝利の余韻に浸るロッカールームで、彼が決めたフックシュートを「マイ・ジュニア・ジュニア・ジュニア・スカイフック」と名づけていたが、やや長すぎるため、ベビーフックという名で、マジックの生涯最高のシュートとして世に知られるようになる。

#### 第5戦
試合前、すでに氷で冷やされたシャンパンを用意しているレイカーズを前に、バードは「彼らが祝いたくても、寄木細工の上では絶対に祝わせない」とチームメイトの前で誓った。このバードの言葉に奮起したダニー・エインジは、セルティックスベンチからの「お前のスリーは必要ない」という声にも耳を貸さずにスリーポイントシュートを打ち続け、6本中5本のスリーポイントシュートを成功させ、"Ainge range"の異名を与えられた。レイカーズはマジックが29得点8リバウンド12アシストと活躍するも援護を得られず、セルティックスが123-108で快勝し、崖っぷちで踏みとどまった。しかしこの試合が、80年代セルティックスにとって最後のファイナルでの勝利となった。

#### 第6戦
フォーラムに戻った第6戦。後がないセルティックスは序盤からペースを握り、前半を56-51と5点リードして折り返した。前半のマジックは僅か4得点に終わり、一方この日ゲームハイの33得点を記録するデニス・ジョンソンは、前半だけで18得点をあげていた。
この日レイカーズにはある外見的な大きな変化があった。まもなく40歳を迎えるジャバーが、薄くなっていた頭髪を丸め、スキンヘッドで現れたのである。そして後半のレイカーズは、ジャバーの汗で濡れた頭部のように輝いた。後半開始から攻勢に出たレイカーズは一気に点差を詰めると、マクヘイルのパスアウトに敏感に反応したウォージーがカット。さらにラインを越えようとするボールに向かってダイブし、すでに走り出していたマジックにボールを押し戻した。マジックは誰の妨害も受けることなくセルティックスのゴールに達し、マジックとウォージーにしか反応できない、ショータイム・バスケットの真骨頂と言える速攻をダンクで締めくくった。このダンクでレイカーズが57-56と逆転を果たしたが、さらにこの速攻がセルティックスに引導を渡したといえる。以後レイカーズは一度も追い付かれることなく、106-103で勝利し、1年ぶり10回目の優勝を決めたのである。
ジャバーは32得点6リバウンド4ブロック、ウォージーは22得点、マイカル・トンプソンは15得点9リバウンドを記録。そして第4戦でベビーフックを決め、この日も16得点8リバウンド19アシストという堂々たる数字を残したマジック・ジョンソンが、自身3度目となるファイナルMVPに選ばれた。
80年代に入って4度目の優勝を果たし、仇敵セルティックスにもこれで80年代はファイナル2勝1敗と勝ち越し、我が世の春を謳歌していたレイカーズだが、しかしパット・ライリーHCには大きな野望があった。恒例のシャンパンファイトも終わり、ほろ酔い状態で記者会見に臨んだライリーは、記者の前でファイナル連覇を宣言してしまったのである。酒の席の後ということもあり、まだ「酔った後の勢い」で許された発言だったが、後日の凱旋パレードのセレモニーでも、しらふのライリーはまたもや連覇宣言をしてしまった。最後にNBAで連覇を果たしたのは1969年のセルティックス。以後70年代からこの年にかけて、連覇をやってのけたチームはおらず、いつしかNBAでは連覇を果たすのは不可能とさえ言われるようになっていた。"ショータイム"レイカーズにとって、この優勝は新たな挑戦への始まりだった。

#### 結果
ロサンゼルス・レイカーズ 4-2 ボストン・セルティックス  ファイナルMVP：マジック・ジョンソン
- 第1戦 @ ロサンゼルス：  レイカーズ 126, セルティックス 113
- 第2戦 @ ロサンゼルス：  レイカーズ 141, セルティックス 122
- 第3戦 @ ボストン：  セルティックス 109, レイカーズ 103
- 第4戦 @ ボストン：  レイカーズ 107, セルティックス 106
- 第5戦 @ ボストン：  セルティックス 123, レイカーズ 108
- 第6戦 @ ロサンゼルス：  レイカーズ 106, セルティックス 93

### バード&マジック時代の終焉
このファイナルがラリー・バードのセルティックスと、マジック・ジョンソンのレイカーズが直接対決した最後のファイナルとなっている。セルティックスとレイカーズが再びファイナルの舞台で対決するのは、21年後の2008年のことである。レイカーズが連覇という新たな挑戦に挑み始める傍ら、平均年齢で上回るセルティックスはレイカーズよりも早く衰退期に入り始め、多くの選手が故障を抱えるようになった。バード自身持病である背中の痛みに耐えながらもプレーを続け、レギュラーシーズンの勝率こそ維持するもののプレーオフでは徐々にデトロイト・ピストンズなどの新興勢力の台頭に飲まれるようになる。
NBAを70年代の危機的状況から救い、80年代には幾多の名勝負を繰り広げてNBAを大いに盛り上げたバードとマジックの時代も、いよいよ終わりを迎えようとしていた。そして彼らが築き上げたレールの上を、次世代のスーパースーターであるマイケル・ジョーダンが走ることによって、NBAはかつてない高みへと上り始める。

## ラストシーズン
- ジュリアス・アービング （1971-87） NBA史上最も愛された選手の一人であり、彼の引退にNBAはリーグ総出による特別イベントを催すことで敬意を表した。引退後はビジネスマンとなり、コカ・コーラを出発点にコンバース、ブロード・オブ・ディレクターズなどの会社の重役を歴任。NASCARチームを立ち上げるなど、幅広い分野で活躍している。
- ビル・ウォルトン （1974-87） キャリアを通して怪我に悩まされ続けたウォルトンは、やはりラストシーズンも怪我に苦しんだ。引退後は解説者として活躍している。
- スコット・ウェドマン （1974-87） ウォルトンと同じボストン・セルティックスの一員だった彼もまた、ラストシーズンを故障でほぼ全休した。シーズン中にはシアトル・スーパーソニックスにトレードされるが、プレイすることなく引退した。引退後はコーチを務める傍ら、不動産会社も経営している。厳格な菜食主義者として知られた。
- ジュニア・ブリッジマン （1975-87） 強豪ミルウォーキー・バックスの主力選手として活躍し、2シーズンを挟んでラストシーズンには古巣バックスに戻った。
- ガス・ウィリアムス （1975-87） シアトル・スーパーソニックスを優勝に導いた主力選手の一人。
- ダン・ラウンドフィールド （1975-87） 優秀なディフェンダーとしてアトランタ・ホークスの復興に貢献した。
- エディー・ジョンソン （1977-87） ラウンドフィールドと共にホークスの復興に貢献するが、引退後は主に麻薬がらみの事件で複数回逮捕されている。なお、NBAには1981年にNBA入りしたもう一人のエディー・ジョンソンがおり、2006年の逮捕の時には報道でどちらのジョンソンかで混乱が起きた。
- レイ・ウィリアムス （1977-87）
- カーク・ケロッグ （1982-87） アベレージ20得点10リバウンドを稼ぎ出す期待の若手選手だったが、慢性的な膝の故障のため僅か5シーズンでNBAを離れた。現在は元NBA選手としてよりも解説者として有名。